# Il conte Dracula (film 1970)
Il conte Dracula (Count Dracula) è un film del 1970 diretto da Jesús Franco.
Si tratta dell'ultimo film girato da Franco per il produttore britannico Harry Alan Towers, inteso come un omaggio al cinema horror classico, ed è anche il primo in cui Dracula, in maniera fedele al romanzo, viene mostrato come un uomo vecchio che ringiovanisce nel corso della storia grazie al sangue degli altri.

## Trama
Fine del XIX secolo. Il giovane avvocato inglese Jonathan Harker è stato incaricato di trattare per l'attempato Conte Dracula l'acquisto a suo nome di una casa a Londra. Preparati i documenti, dall'Inghilterra si reca in Transilvania e viene prelevato da una carrozza per essere condotto al castello dove vive il misterioso Conte.
Terrorizzato da una serie di inquietanti sogni e strani avvenimenti, Jonathan fugge dal castello e, dopo essere stato rinvenuto da un pastore, viene ricoverato a Budapest nella clinica per malattie mentali del professor Van Helsing. Lo scienziato, che ha dedicato studi approfonditi alla casistica delle arti magiche, rileva sul suo collo il marchio del vampiro. Alla clinica sopraggiungono la fidanzata di Jonathan, Mina, e l'amica Lucy.
Sennonché anche Dracula è giunto a Budapest - la casa da lui acquistata si trova difatti, casualmente, giusto di fronte alla clinica di Van Helsing - e nottetempo si introduce nella stanza di Lucy, che per tre notti lo nutre del suo sangue prima di morire trasformandosi a sua volta in una vampira.
Il fidanzato di Lucy, Quincey, si unisce a Jonathan nella caccia al vampiro, che nel frattempo, ringiovanito grazie al sangue delle sue vittime, aggredisce Mina al teatro dell'opera. Dracula tenta di attaccarla nuovamente mentre si trova alla clinica di Van Helsing, ma lo scienziato, rialzandosi dalla sedia a rotelle su cui era stato costretto dai postumi di un malore, lo mette in fuga tracciando una croce di fuoco sul pavimento.
Grazie a Renfield, un malato di mente ricoverato alla clinica e ossessionato dall'uccisione della moglie da parte di Dracula, Van Helsing e gli altri apprendono che il Conte è fuggito a Varna su una nave. Jonathan e Quincey raggiungono il castello del conte, trafiggono con un paletto le tre mogli di Dracula chiuse nelle loro bare, e attaccano il corteo di zingari che trasportavano la bara del vampiro al castello. Bruciato dal fuoco, nel giro di pochi istanti Dracula invecchia di secoli, fino a ridursi a uno scheletro. Jonathan e Quincy ne gettano la bara giù da una scarpata.

## Versioni
Diversamente da altri film di Franco, Count Dracula non presenta importanti differenze tra le varie versioni. Nella versione spagnola la colonna sonora appare tuttavia orchestrata qua e là in modo diverso e manca del motivo cantabile che nelle altre versioni si può ascoltare nella seconda parte dei titoli di testa.

## Produzione
Per gran parte è stato girato a Barcellona. Altre scene sono state girate in Francia, mentre le scene con Klaus Kinski sono state girate a Tirrenia.

## Distribuzione
- In Italia è uscito il 10 settembre 1973.
- In Germania Ovest è uscito il 3 aprile 1970 con il titolo Nachts, wenn Dracula erwacht.
- In Spagna è uscito a Barcellona il 16 novembre 1970 con il titolo El conde Drácula, visto da 1.171.461 spettatori.
- In Gran Bretagna è uscito nel 1973 con il titolo originale.

## Edizioni in DVD
Count Dracula è uscito su DVD in
- Spagna (El conde Drácula - Divisa Ediciones, in spagnolo)
- Italia (Il conte Dracula - Pulp Video, in italiano; Il conte Dracula - Sinister film, in italiano)
- Stati Uniti (Count Dracula - Dark Sky, 2007 - zona 1, in inglese)
- Germania (Nachts, wenn Dracula erwacht - Kinowelt, in tedesco)
- Francia (Le Nuits de Dracula - Aventi, 2008)

## Curiosità
- La scena dell'uccisione di Lucy viene vista in TV nel film Ammazzavampiri.